# Monopole X84
Der Monopole X84, auch Monopole X84 Tank bzw. Monopole X84 Sport war ein Sportwagen, der 1950 bei Monopole in Frankreich gebaut wurde.

## Entwicklungsgeschichte
Der X84 war ein zweisitziger Spider und der erste erfolgreiche Rennwagen des kleinen französischen Unternehmens Monopole. Die Monopole-Rennwagen wurden fast ausschließlich für den Einsatz beim 24-Stunden-Rennen von Le Mans gebaut uns basierten auf der Technik von Panhard-Fahrzeugen. Schon beim ersten Rennen in Le Mans nach dem Zweiten Weltkrieg, 1949, gewann ein Monopole – ein Sport mit Jean de Montrémy und Eugène Dussous am Steuer – die Klasse für Sportwagen bis 1,1-Liter-Hubraum. 
Der X84 war das erste gemeinsame Projekt von Panhard und Monopole. Während Fahrgestell und Karosserie bei Monopole entwickelt und gefertigt wurde, steuerte Panhard den Frontmotor und das Getriebe bei. Das Aggregat, der X 84 Dyna 100 aus dem Panhard Dyna X war ein 0,61-Liter-2-Zylinder-Boxermotor. Ab 1952 wurde dieser durch den leistungsstärkeren X 85 Dyna 110 ersetzt.

## Renngeschichte
Zum 24-Stunden-Rennen von Le Mans 1950 meldete Monopole zwei X84 in der Klasse für Sportwagen bis 0,75-Liter-Hubraum. Den Wagen mit der Nummer 52 fuhren Jean de Montrémy und Jean Hémard. Das Fahrzeug mit der Nummer 53 steuerten Dussous und Jacques Savoye, der den X84 auch gemeldet hatte, wenngleich auch dieser Rennwagen von Monopole eingesetzt und gewartet wurde. In derselben Klasse am Start waren auch die Panhard Dyna X84 Sport. Diese hatten adaptierte und veränderte X84 Karosserien, die im Gegenzug zu den Motoren die an Monopole gingen zu Panhard kamen. Im Rennen entwickelte sich ein Dreikampf um den Klassensieg, der zwischen dem Monopole von Montremy und Hémarad, dem DB Tank von René Bonnet und Élie Bayol, sowie dem tschechischen Aero Minor der beiden Niederländer Maurice Gatsonides und Henk Hoogeveen ausgefahren wurde. Im Ziel hatte der Aero vier Runden Vorsprung auf den Monopole. Weil der Panahrd-Motor jedoch hubraumkleiner als der 0,7-Liter-Aero-Motor war siegten das Monopole-Team im Index of Performance und im 16. Biennial Cup. 
1951 gewannen Montrémy und Hémard erneut den Index of Performance und den Biennial Cup. In der Klasse musste man sich diesmal einem Werks-Renault 4CV, der von François Landon und André Briat gefahren wurde, geschlagen geben. 1952 kam zu den erneuten Erfolgen in den beiden Indexwertungen der Klassensieg hinzu. Zum letzten Mal gefahren wurde das Rennmodell 1954; Pierre Hémard und Pierre Flahault erreichten den 13. Rang in der Gesamtwertung.